# Van Darkholme

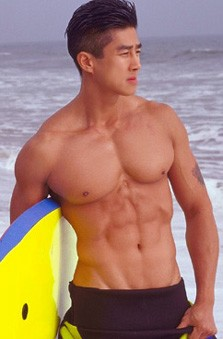
Van Darkholme

Van Darkholme (* 24. Oktober 1972 in Vietnam) ist ein US-amerikanischer Filmregisseur, Model, Performance-Künstler und Schauspieler mit vietnamesischen Wurzeln. Er ist einer von wenigen asiatischen Männern, die als Regisseure und Pornodarsteller in der westlichen Sexindustrie arbeiten. Zudem war er Regisseur der weltweit größten BDSM-Videoproduktionsfirma kink.com.

## Werdegang
In den 1990er Jahren war Darkholme als Model aktiv und spielte unter anderem Nebenrollen in Filmen wie The Adventurers (als Andy Lau) und Jackie Chan ist Nobody. Im Jahr 1999 spielte er schließlich im US-amerikanischen Pornofilm Lords of the Lockerroom mit. Darkholme spielte seither in weiteren Pornofilmen wie House of Detention mit und wurde populär für seine Ausübung von BDSM in homosexueller Pornografie. Hervorgehoben wird, neben seinem Körperbau, seine Körpergröße von 1,83 m, die als Vietnamese in der westlichen Unterhaltungsindustrie eher ungewöhnlich ist.
2008 war er als Mem unter dem Namen „Van-sama“ (Eigenschreibweise: VAN-sama beziehungsweise VAN様) in Kreisen von japanischen Gachimuchi-Fans bekannt. Im April des Jahres wurde eine Szene mit ihm aus dem Pornofilm Lords of the Locker Room auf Nico Nico Douga als Teil des Formats „Wrestling Series“ übertragen. Hierbei ist eine Szene aus dem Film verwendet worden, bei der er „fuck you“ (englisch für fick dich!) ruft und diese zum Meme wurde. Dieses Meme wird auch als „Fercussion“ (ファ楽器; Fagakki) bezeichnet. In späteren Videos bekam er neue Pseudonyme wie „TDN Kosugi“ (TDNコスギ) / „TDN“ und „Vanpire“ (Eigenschreibweise: VANpire). Ein Musikvideo zum Mem hat auf dem Videohoster Nico Nico Douga fast zwei Millionen Aufrufe erreichen können; eine hohe Aufrufzahl für ein Video der Plattform.
Ab 2009 engagierte er sich für Kiva.
Im Jahr 2018 warb er für das chinesische Mobilspiel „Mòrì Zhī Chéng“ (末日之城; Weltuntergangsstadt) von Catmint Games und war zudem auch spielbarer Charakter.

## Filmografie (Auswahl)
- Spielfilme:
  - 1995: Cover Hard 3
  - 1995: The Adventurers
  - 1998: Jackie Chan ist Nobody

## Bildbände
- Male Bondage, Bruno Gmünder Verlag, 2006, ISBN 3-86187-990-5